# Аратинга червонолобий
Арати́нга червонолобий (Psittacara finschi) — вид папугоподібних птахів родини папугових (Psittacidae). Мешкає в Центральній Америці. Вид названий на честь німецького етнографа, орнітолога і мандрівника Отто Фінша.

## Опис

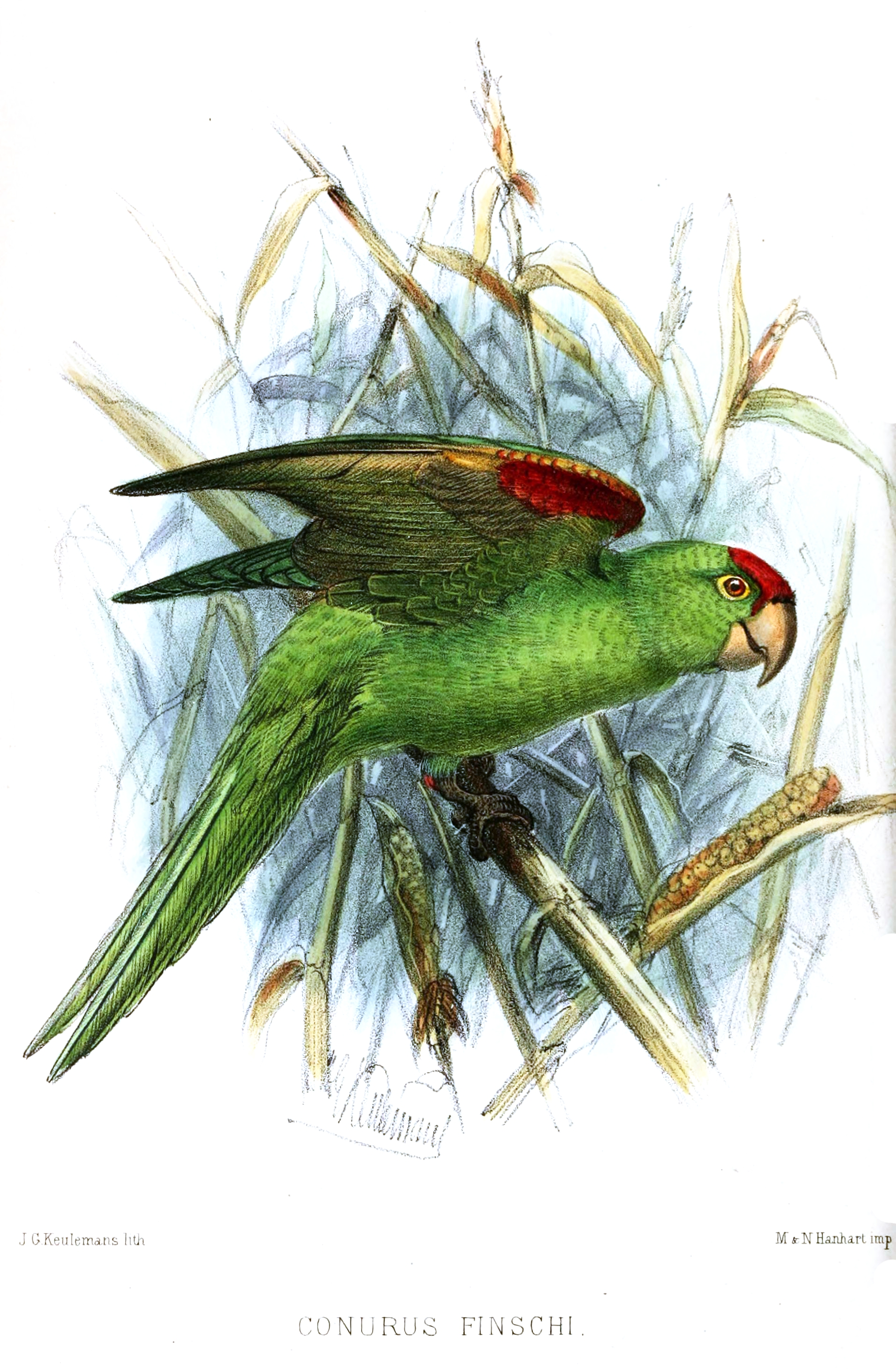
Червонолобий аратинга

Довжина птаха становить 28 см, вага 135-175 г. Забарвлення переважно зелене, лоб, плечі і ннижні покривні пера крил червоні. Райдужки оранжеві, навколо очей кількя голої білої шкіри. Дзьоб рожевувато-сірий, лапи сірі. У молодих птахів червона пляма на лобі відсутня, а на нижній стороні крил менш виражена.

## Поширення і екологія
Червонолобі аратинги мешкають в Нікарагуа, Коста-Риці і Панамі. Вони живуть у вологих рівнинних тропічних лісах, на кавових плантаціях і в садах. Зустрічаються зграями до 100 птахів, на висоті до 1600 м над рівнем моря. Живляться насінням, горіхами і плодами. Гніздяться в дуплах дерев, в кладці від 2 до 4 яєць.